# Hout, Syria
Hout (tiếng Ả Rập: حوط, cũng đánh vần Hut) là một ngôi làng ở miền nam Syria, một phần hành chính của Tỉnh al-Suwayda, nằm ở phía nam al-Suwayda. Các địa phương lân cận bao gồm Umm al-Rumman ở phía nam, Samad ở phía tây nam, Bosra ở phía tây, Nimrah và al-Qurayya ở phía bắc và Salkhad ở phía đông. Theo Cục Thống kê Trung ương Syria (CBS), Hout có dân số 873 trong cuộc điều tra dân số năm 2004.

## Lịch sử
Năm 1596, Hout xuất hiện trong sổ đăng ký thuế của Ottoman với tên Huta và là một phần của nahiya của Bani Malik as-Sadir trong Qada Hauran. Nó có tất cả dân số Hồi giáo gồm 5 hộ gia đình và 2 cử nhân. Dân làng đã trả mức thuế cố định 20% cho lúa mì, lúa mạch, vụ mùa hè, dê và/hoặc tổ ong, ngoài "doanh thu không thường xuyên" và báo chí cho dầu ô liu hoặc xi-rô nho; tổng cộng 3.180 akçe.
Năm 1838, Hut được ghi nhận là "tàn tích hoặc hoang vắng", nằm ở Nukrah, phía nam Busrah.